# Kemuel Delgado
Kemuel Delgado Soto (28 de marzo de 1998) es un activista quien fungió como Comisionado electoral del Precinto 29 de Hatillo, el primer musulmán en ocupar dicho puesto en todo Puerto Rico.

## Primeros años
Kemuel Delgado Soto nació el 28 de marzo de 1998,de padres de Hatillo, Puerto Rico. Cursó sus estudios superiores en la Escuela Superior Padre Aníbal Reyes Belén en su nativo Hatillo. Allí es recipiente de la Decimoquinta Edición del Certamen Joven Arquitecto del siglo XXI, auspiciado por el Departamento de Educación. Entre marzo y julio de 2018, fungió como asistente administrativo del municipio de Arecibo. Al graduarse, se muda a Round Lake Beach, Illinois, ciudad en la cual cursa estudios conducentes a una especialización en Ciencias Políticas en Lake County College, además de ser secretario del club de filosofía. Posteriormente, Delgado Soto se traslada a Carthage College en Kenosha, Wisconsin, donde comienza estudios en educación urbana, sin embargo no los completa. No obstante, allí funda y se convierte en el primer presidente del capítulo de la Asociación Estudiantil Musulmana en el 2019. A causa de las protestas en Puerto Rico del 2019 decide abandonar sus estudios y regresar a Puerto Rico.

## Desempeño político
El tío de Delgado Soto, José A. Rodríguez Cruz, es el actual alcalde de su municipio natal de Hatillo. Al ingresar en la política en el 2012, a los 14 años de edad, es nombrado presidente del capítulo juvenil del Partido Nuevo Progresista (PNP). Sin embargo, al ver la respuesta gubernamental posterior al paso del Huracán María, decide abandonar el partido en el 2017, pero se convierte en un activista por la estadidad. Durante las elecciones presidenciales de Estados Unidos de 2020, pensaba "que los intentos de [Donald] Trump de pintar a [Joe Biden] como un socialista podrían resultar efectivos para poner a los votantes puertorriqueños en contra de Biden." Pero que tenía "la esperanza de que la elección de un presidente demócrata traiga una resolución a la cuestión de la estadidad de Puerto Rico."
Al crearse el Movimiento Victoria Ciudadana (MVC) en el 2019, Delgado Soto se convierte adentro de la organización en el portavoz de los estadistas al Comité Coordinador de la Organización de Red de Redes (CCORR) y el Coordinador General de la Red Autónoma de Estadistas del MVC. Aunque MVC es en su mayoría pro-independencia, se autodenominaba tener "[enfoque] en promover la igualdad, la educación y las reformas laborales, combatir la corrupción y la descolonización de Puerto Rico." Adicionalmente funge como Comisionado Electoral del Precinto 029 de Hatillo durante las elecciones generales de Puerto Rico de 2020, bajo cual tiene a su supervisión ocho centros de votación.
El sábado, 28 de noviembre de 2020, Delgado Soto anunció su renuncía del MVC y de sus posiciones en él, causando gran controversia, por sus redes sociales dado a "problemas de inclusión" en el MVC. Delgado Soto reconoció que MVC "[había] hecho un enorme trabajo y escribió un capítulo nuevo para la historia." Sin embargo "la Lcda. Lúgaro y Rivera-Lassén, también Nogales; fueron de las pocas personas que fueron neutral y respetaron a sus compañeros Estadistas” y que la otra figura estadista de gran reconocimiento fue la  ex-candidata por el MVC a Comisionada Residente la Dra. Zayira Jordán Conde quien "fue atacada por hacer campaña del Sí [a la Estadidad]." Previamente, el 9 de noviembre, la Dra. Jordán Conde había hecho comentarios públicos declarando estar agradecida de los 150,000 votos que recibió pero se le "cuestionaba [su] ideología estadista y no se entendía como una alternativa descolonizadora." Adicionalmente, se sentía que su rol en el partido era como de "tokenizing." Al final de sus declaraciones públicas, Delgado Soto culminó con que "recuerden quién es el verdadero enemigo y ese no soy yo, ni los Estadistas”. El 7 de diciembre Delgado Soto apareció con la Dra. Jordán Conde en el programa Decisión 2020 de WAPA-TV para discutir el motivo de la salida de ambos del MVC.
A finales del mes de noviembre de 2020, fundó y se convirtió en el director estatal del capítulo de Marcha por nuestras vidas en Puerto Rico. Adicionalmente, es el fundador y organizador principal del Junte Estadista de Puerto Rico, una organización no partidista en pro de la estadidad.

## Obras seleccionadas

### Artículos
Delgado Soto, Kemuel (25 de febrero de 2021). «Gun Violence in the US and Puerto Rico: This Can No Longer Continue!». Politics Today (en inglés) ([Violencia con armas de fuego en los EE. UU. Y Puerto Rico: ¡esto ya no puede continuar!]). ISSN 2766-726X.

## Nota
1. ↑  Extraído de Oficialmente #23 Twitter